# 2167 Erin
2167 Erin este un asteroid din centura principală, descoperit pe 1 iunie 1971.